# D. W. Moffett
Donald Warren Moffett, noto anche come D. W. Moffett (Highland Park, 26 ottobre 1954), è un attore statunitense.
Lavora in campo televisivo, cinematografico ma soprattutto teatrale.

## Biografia
Nato nell'Illinois, studia in una scuola privata in Germania, e in seguito si laurea in scienza politiche presso la Stanford University. Attirato da un amico, frequenta la St. Nicholas Theater Company, dove studia al fianco di William H. Macy. Inizia a calcare i palcoscenici teatrali di Chicago, in seguito partecipa a molte rappresentazioni che lo portano a recitare al fianco di attori del calibro di John Malkovich, Brad Davis e Kevin Spacey.
Attivo anche campo cinematografico, nel 1987 prende parte al film La vedova nera, poi ottiene ruolo in film come Uno sconosciuto alla porta, Un giorno di ordinaria follia e Molly, nel 1996 recita nel film di Bernardo Bertolucci Io ballo da sola. Nel 2000 ottiene un Screen Actors Guild per la sua interpretazione nel film di Steven Soderbergh Traffic. Nel 2003 ha una parte in Thirteen - 13 anni
Sposato dal 1997 con Kristal Rogers e padre di due figli, in televisione ha lavorato in moltissime serie televisive sia in ruoli marginali che di spicco, tra le più recenti vi sono Tris di cuori, Crossing Jordan, Nip/Tuck, Close to Home - Giustizia ad ogni costo, Grey's Anatomy e molte altre. Nel 2007 è uno dei personaggi principali delle serie Hidden Palms e L'Africa nel cuore.

## Filmografia parziale

### Cinema
- Battaglione di disciplina (The Misfit Brigade), regia di Gordon Hessler (1987)
- La vedova nera (Black Widow), regia di Bob Rafelson (1987)
- Uno sconosciuto alla porta (Pacific Heights), regia di John Schlesinger (1990)
- Un giorno di ordinaria follia (Falling Down), regia di Joel Schumacher (1993)
- Miss Magic (Rough Magic), regia di Clare Peploe (1995)
- The Little Death, regia di Jan Verheyen (1996)
- Io ballo da sola (Stealing Beauty), regia di Bernardo Bertolucci (1996)
- Joe's wedding, regia di Michael Kennedy (1996)
- Molly, regia di John Duigan (1999)
- Traffic, regia di Steven Soderbergh (2000)
- Kill Me Later, regia di Dana Lustig (2001)
- Thirteen - 13 anni (Thirteen), regia di Catherine Hardwicke (2003)
- La tela dell'assassino (Twisted), regia di Philip Kaufman (2004)
- Tennis, Anyone...?, regia di Donal Logue (2005)
- Special Ed, regia di Jeffrey Phelps (2005)
- Visoneers, regia di Jared Drake (2008)
- Black Crescent Moon, regia di Adam Pertofsky (2008)
- Il profumo del successo (The Smell of Success), regia di Mark Polish (2009)
- Skateland, regia di Anthony Burns (2010)
- Lo spaventapassere (The Sitter), regia di David Gordon Green (2011)
- Stars in Shorts: No Ordinary Love, regia di Tessa Blake, Mandy Fabian e Brad Hall (2016)
- The Year of Spectacular Men, regia di Lea Thompson (2017)
- Against the Clock, regia di Mark Polish (2019)
- The Glorias, regia di Julie Taymor (2020)
- Crime Story, regia di Adam Lipsius (2021)
- May December, regia di Todd Haynes (2023)

### Televisione
- Miami Vice – serie TV, episodio 3x11 (1986)
- Poliziotti in città (The Oldest Rookie) – serie TV, 8 episodi (1987-1988)
- Come Cenerentola  (The Counterfeit Contessa), regia di Ron Lagomarsino – film TV (1994)
- Oltre i limiti (The Outer Limits) – serie TV, episodio 1x04 (1995)
- The Naked Truth – serie TV, episodio 1x11 (1995)
- Lei non voleva (The Secret She Carried), regia di Dan Lerner – film TV (1996)
- Chicago Sons – serie TV, 13 episodi (1997)
- Fired Up – serie TV, episodio 1x05 (1997)
- Quando il ramo si spezza 2 (Perfect Prey), regia di Howard McCain – film TV (1998)
- Union Square – serie TV, episodio 1x11 (1998)
- Perfect Lady, regia di – film TV (1998)
- Tris di cuori (For Your Love) – serie TV, 85 episodi (1998-2002)
- Crossing Jordan – serie TV, 4 episodi (2001-2002)
- CSI: Miami – serie TV, episodio 1x13 (2003)
- An Unexpected Love, regia di Lee Rose – film TV (2003)
- Watching Ellie – serie TV, episodio 2x03 (2003)
- Cold Case - Delitti irrisolti (Cold Case) – serie TV, episodio 1x01 (2003)
- Skin – serie TV, 2 episodi (2003-2004)
- Senza traccia (Without a Trace) – serie TV, episodio 2x10 (2003)
- Nip/Tuck – serie TV, 2 episodi (2004)
- Riding the Bus with My Sister, regia di Anjelica Huston – film TV (2005)
- Una nuova vita per Zoe (Wild Card) – serie TV, episodio 2x16 (2005)
- Una donna alla Casa Bianca (Commander in Chief) – serie TV, episodio 1x09 (2005)
- The Book of Daniel – serie TV, 4 episodi (2006)
- Close to Home - Giustizia ad ogni costo (Close to Home) – serie TV, 2 episodi (2006)
- Law & Order: Criminal Intent – serie TV, episodio 3x09 (2007)
- Brothers & Sisters - Segreti di famiglia (Brothers & Sisters) – serie TV, episodio 1x14 (2007)
- Numb3rs – serie TV, episodio 3x09 (2007)
- Hidden Palms – serie TV, 8 episodi (2007)
- Ghost Whisperer - Presenze (Ghost Whisperer) – serie TV, episodio 2x19 (2007)
- Grey's Anatomy – serie TV, episodio 3x22 (2007)
- L'Africa nel cuore (Life Is Wild) – serie TV, 13 episodi (2007-2008)
- Friday Night Lights – serie TV, 20 episodi (2008-2010)
- Lie to Me – serie TV, episodio 1x07 (2009)
- Operating Instructions, regia di Andy Tennant – film TV (2009)
- Law & Order - Unità vittime speciali (Law & Order: Special Victims Unit) – serie TV, episodio 11x24 (2010)
- The Closer – serie TV, episodio 6x02 (2010)
- Covert Affairs – serie TV, episodio 1x06 (2010)
- Hot in Cleveland – serie TV, 2 episodi (2010-2014)
- In Plain Sight - Protezione testimoni (In Plain Sight) – serie TV, episodio 4x05 (2011)
- Happily Divorced – serie TV, 7 episodi (2011-2012)
- Switched at Birth - Al posto tuo (Switched at Birth) – serie TV, 104 episodi (2011-2017)
- Criminal Minds - serie TV, episodio 8x22 (2013)
- Chicago Med – serie TV, 16 episodi (2015-2019)
- Le regole del delitto perfetto (How to Get Away with Murder) - serie TV, 4 episodi (2017-2020)
- The First – serie TV, 5 episodi (2018)
- Monarch - La musica è un affare di famiglia (Monarch) – serie TV, 6 episodi (2022)

### Cortometraggi
- Picture Paris, regia di Brad Hall (2011)
- Small Mercy, regia di Olivia O'Hara (2019)
- Lovers Go to Mars, regia di Nicola Rinciari (2019)
- Amygdala, regia di Parham Hasibi (2019)
- Black & White, regia di Daniel Otero Estevez (2021)

## Doppiatori italiani
Nelle versioni in italiano delle opere in cui ha recitato, D. W. Moffett è stato doppiato da:
- Mauro Gravina in Una donna alla Casa Bianca, L'Africa nel cuore, Criminal Minds
- Massimo Rinaldi in Un giorno di ordinaria follia, Senza traccia
- Roberto Pedicini in Io ballo da sola, Close to home - Giustizia ad ogni costo
- Roberto Accornero in Law & Order: Criminal Intent, Happily Divorced
- Stefano Benassi in The Closer, Bosch
- Edoardo Nordio ne Il profumo del successo
- Roberto Draghetti in Hidden Palms
- Gino La Monica in Miss Magic
- Gianluca Tusco in La vedova nera
- Massimo Rossi in Come Cenerentola
- Gianni Bersanetti in Tris di cuori
- Massimo De Ambrosis in Traffic
- Sergio Di Stefano in CSI: Miami
- Paolo Maria Scalondro in Cold Case - Delitti irrisolti
- Vittorio De Angelis in La tela dell'assassino
- Donato Sbodio in Nip/Tuck
- Fabrizio Picconi in Ghost Whisperer - Presenze
- Francesco Pannofino in Crossing Jordan
- Francesco Prando in Law & Order - Unità vittime speciali
- Antonio Sanna in Switched at Birth - Al posto tuo
- Fabrizio Russotto in Lo spaventapassere
- Angelo Maggi in Chicago Med
- Francesco Caruso Cardelli in Le regole del delitto perfetto